# Tayler Hill
Tayler Hill (ur. 23 października 1990 w Minneapolis) – amerykańska koszykarka występująca na pozycji rzucającej.

## Osiągnięcia
Stan na 7 sierpnia 2020, na podstawie, o ile nie zaznaczono inaczej.

### NCAA
- Uczestniczka rozgrywek:
  - Sweet 16 turnieju NCAA (2011)
  - II rundy turnieju NCAA (2010, 2011)
  - turnieju NCAA (2010–2012)
- Mistrzyni:
  - turnieju konferencji Big 10 (2010, 2011)
  - sezonu regularnego Big 10 (2010)
- Zaliczona do:
  - I składu:
    - Big 10 (2012, 2013)
    - defensywnego Big 10 (2011–2013)

  - składu honorable mention Big 10 (2011)